# Zabezpieczenie kredytu
Zabezpieczenie kredytu (ang. collateral) – zabezpieczenie zobowiązań zaciągniętych przez dłużnika wobec banku.

## Ustanowienie zabezpieczenia kredytu
Celem ustanawiania zabezpieczenia jest zapewnienie bankowi zwrotu należności z tytułu udzielonych kredytów i gwarancji bankowych czy np. wystawionych akredytyw wraz z odsetkami, prowizjami i innymi kosztami, w przypadku nieuregulowania zobowiązań przez dłużnika w umownym terminie. Ustanowienie zabezpieczenia ma zapewnić bankowi dochodzenie roszczeń, zwiększa wartość aktywów, z których bank może się zaspokoić (w przypadku zabezpieczenia przez osoby trzecie – poręczycieli), daje też możliwość zaspokojenia się z obciążonych rzeczy bez względu na to, czyją stały się własnością (w przypadku ustanowienia tzw. ograniczonych praw rzeczowych – hipoteki lub zastawu). Posiadanie aktywów stanowiących zabezpieczenie ułatwia, a często umożliwia ustanowienie satysfakcjonującego bank zabezpieczenia.
Zabezpieczenie kredytu jest jednym ze sposobów zmniejszenia indywidualnego ryzyka kredytowego, czyli ryzyka wynikającego z braku spłaty pojedynczego kredytu. Jednak podstawową formą zapewnienia spłaty kredytu dla banku powinno być posiadanie przez kredytobiorcę zdolności kredytowej – czyli możliwości spłaty kredytu w przyszłości oraz wiarygodności kredytowej (pozytywnej historii kredytowej ukazującej wcześniejsze zachowania kredytowe wyrażające się terminową spłacalnością wcześniej zaciągniętych kredytów). W przypadku osób fizycznych jest to posiadanie wysokiego scoringu. W przypadku osób prawnych i jednostek nieposiadających osobowości prawnej jest to dobry standing finansowy i dobra kondycja finansowa. W przypadku, gdy nie można jednak dokładnie ocenić ryzyka wiążącego się z daną transakcją lub transakcja jest bardzo ryzykowna, posiadanie zabezpieczenia pozwala na odzyskanie całości lub przynajmniej części zaangażowanych środków.
Banki zazwyczaj wymagają ustanowienia zabezpieczenia przed wypłatą kredytu, jednak często dodatkowo zastrzegają sobie możliwość wystąpienia w trakcie kredytowania o jego wzmocnienie (podwyższenie wartości zabezpieczenia), gdy stwierdzą np. pogorszenie sytuacji finansowej dłużnika lub znaczne obniżenie realnej wartości dotychczasowego zabezpieczenia. Może to dotyczyć np. zmniejszenia rynkowej wartości nieruchomości, na której ustanowione jest zabezpieczenie hipoteczne. W razie egzekucji wierzycielowi (bankowi) przysługuje wybór, z których form zabezpieczenia chce się zaspokoić. W razie uregulowania zobowiązań dłużnika zabezpieczenia zgodnie z prawem tracą moc, jednak w niektórych przypadkach (np. hipoteka, zastaw) zwolnienie zabezpieczeń następuje przy zachowaniu szczególnej formy.

## Formy zabezpieczeń kredytowych
Formy zabezpieczeń kredytowych bywają zróżnicowane. Zabezpieczenia te klasyfikowane są z punktu widzenia różnych kryteriów. Prawne zabezpieczenia kredytów dzieli się m.in. na:
- płynne: w tym np. gwarancje, awale i poręczenia bankowe, cesja należności,
- rzeczowe, czyli niepłynne, w tym np.: hipoteka, zastaw bankowy, które aby zaspokoić wierzytelność banku, muszą zostać najpierw sprzedane.

Formy prawne zabezpieczeń dzieli się na osobiste i rzeczowe. Zabezpieczenia osobiste oparte są na konstrukcji, w której obok dłużnika głównego (kredytobiorcy) zobowiązaną do zapłaty długu jest inna osoba (dłużnik dodatkowy). Rzeczowe sposoby zabezpieczenia mają z kolei gwarantować możliwość zaspokojenia roszczenia wierzyciela z określonej rzeczy. Katalog rzeczowych form zabezpieczeń wierzytelności w większości przypadków opiera się na wykorzystaniu rzeczy jako przedmiotów materialnych, które ze swej istoty mogą być wykorzystane do ustanowienia zabezpieczenia prowadzącego w razie potrzeby do realnego zaspokojenia wierzyciela.
Wśród zabezpieczeń osobistych wyróżnia się: weksel własny in blanco, poręczenie wekslowe, gwarancję bankową, umowę poręczenia, przelew wierzytelności na zabezpieczenie, przystąpienie do długu kredytowego, pełnomocnictwo np. do rachunku bankowego lub maklerskiego, poddanie się egzekucji aktem notarialnym.
Za zabezpieczenia rzeczowe uznaje się: hipotekę, zastaw na zasadach ogólnych, bankowy zastaw rejestrowy, zastaw na prawach, przewłaszczenie na zabezpieczenie, kaucję, blokadę środków na rachunku bankowym, ubezpieczenie kredytu.

## Sposoby zabezpieczeń kredytowych

### Typy dopuszczone prawnie
Biorąc pod uwagę art. 93 prawa bankowego, zabezpieczenia dzieli się w oparciu o kryterium sposobu i miejsca ich prawnej regulacji:
- zabezpieczenia przewidziane prawem cywilnym:
  - poręczenie w rozumieniu art. 876 i następnych k.c.,
  - przelew wierzytelności (cesja) w rozumieniu art. 509 i następnych k.c.,
  - zastaw w rozumieniu art. 306 i następnych k.c.,
  - hipotekę w rozumieniu art. 65–112 ustawy o księgach wieczystych i hipotece,
  - zastrzeżenie własności rzeczy sprzedanej w rozumieniu art. 589 k.c.;
- zabezpieczenia przewidziane prawem wekslowym:
  - weksel własny in blanco,
  - poręczenie wekslowe (awal);
- zabezpieczenia przyjęte zwyczajowo lub na podstawie umowy stron:
  - złożenie kaucji,
  - blokada środków na rachunku,
  - pełnomocnictwo do dysponowania saldem rachunku klienta.

### Najczęściej występujące
Na ogół wyróżnia się następujące zabezpieczenia:
- Hipoteka – obciąża nieruchomość dłużnika prawem do dochodzenia roszczenia przez wpis do ksiąg wieczystych. Daje ono wierzycielowi pierwszeństwo dochodzenia swych praw nawet po zmianie właściciela nieruchomości.
- Hipoteka morska - ograniczone prawo rzeczowe na statku wpisanym do rejestru okrętowego. Do jej powstania konieczny jest wpis do rejestru okrętowego. Oprócz statku hipoteka morska obciąża również jego przynależności i niektóre wierzytelności powstałe po ustanowieniu hipoteki.
- Zastaw – na zasadach ogólnych. Dotyczy on ruchomości (np.: park maszyn, surowce, półfabrykaty, pojazdy mechaniczne, przedmioty wartościowe).
- Zastaw rejestrowy – może być ustanowiony na rzeczach ruchomych kredytobiorcy. Od umowy zastawu ogólnego zastaw rejestrowy różni się tym, że przedmiot zastawu może pozostać w posiadaniu kredytobiorcy, co w przypadku zastawu ogólnego jest niedopuszczalne.
- Zastaw na prawach – dotyczy praw zbywalnych, tj. papierów wartościowych, udziałów w spółkach, praw w zakresie wynalazczości.
- Zastaw bankowy - polega na ustanowieniu na rzecz banku zastawu na łatwo zbywalnych rzeczach ruchomych, należących do kredytobiorcy lub osoby trzeciej z pozostawieniem przedmiotu obciążonego zastawem w posiadaniu zastawcy lub osoby trzeciej (w odróżnieniu od zastawu na zasadach ogólnych, kiedy to przedmiot zastawu musi być wydany zastawnikowi lub osobie trzeciej). Zastaw bankowy ustanawiany jest na podstawie pisemnej umowy zastawu zawartej pomiędzy zastawcą a bankiem. Zastaw powstaje z chwilą wpisania umowy zastawu do rejestru zastawów prowadzonego przez bank (stąd często występujące określenie: bankowy zastaw rejestrowy).
- Przewłaszczenie na zabezpieczenie – upoważnia kredytodawcę do przewłaszczenia ruchomych przedmiotów (np. maszyn, pojazdów, zapasów, biżuterii) na pokrycie roszczeń z tytułu niespłaconego kredytu.
- Blokada środków na rachunku bankowym – wyodrębnienie środków na rachunku bankowym lub powierzonych bankowi depozytów należących do kredytobiorcy lub poręczyciela i udostępnieniu kredytodawcy w momencie powstania zaległych roszczeń.
- Kaucja – kredytobiorca składa kredytodawcy zabezpieczenie w postaci środków pieniężnych, książeczek i bonów oszczędnościowych lub innych przedmiotów wartościowych czy instrumentów pieniężnych.
- Poręczenie wekslowe (awal) – zobowiązujące poręczyciela na równi z wystawcą weksla do spłaty kredytu ustalonych w terminach płatności.
- Poręczenie (cywilne) – poręczyciel zobowiązuje się do spłaty kredytu w razie uchylenia się kredytobiorcy od wywiązania się ze zobowiązań.
- Gwarancje bankowe – zobowiązanie banku do zapłaty sumy pieniężnej kredytodawcy odpowiadającej kwocie niespłaconych rat kredytu, należnych odsetek i kosztów postępowania, jeśli kredytobiorca nie wywiąże się ze swoich zobowiązań wobec banku – wierzyciela. Nabywcą gwarancji jest kredytobiorca.
- Przelew wierzytelności – jako zabezpieczenie kredytu jest umową między kredytobiorcą a bankiem udzielającym kredytu, na mocy której kredytobiorca przenosi na bank swoje prawo do otrzymania konkretnej sumy za sprzedane towary lub usługi.
- Przystąpienie do długu kredytowego – do dotychczasowego kredytobiorcy – dłużnika przystępuje osoba trzecia w charakterze dłużnika solidarnego.
- Pełnomocnictwo do dysponowania środkami na rachunku bankowym – udziela go kredytobiorca lub osoba trzecia.
- Weksel in blanco – dokument zawierający podpis wystawcy weksla, nie zawiera jednak określenia sumy wekslowej i terminu płatności. Jako samoistne zabezpieczenie kredytu przyjmowany jest od kredytobiorców dobrze znanych bankowi o dobrej sytuacji ekonomiczno-finansowej.